# Iglesia de San Román (Cogollos)
La iglesia de San Román de Cogollos es un templo católico erigido probablemente en el siglo XIII en el municipio de Cogollos, provincia de Burgos (Castilla y León, España). Se encuentra localizada en el barrio de San Román (Cogollos sur) y forma, junto con la iglesia hermana de San Pedro, las dos parroquias del pueblo.

## Historia
Actualmente se desconoce la fecha de construcción de la iglesia, dado que la documentación de la parroquia se ha perdido especialmente aquella anterior al siglo XVIII. Los documentos escritos que aluden a su existencia son además muy escasos.
Tanto la iglesia de San Román como la de San Pedro estaban bajo jurisdicción de la abadía de San Quirce (Los Ausines), a la que entregaban el tercio del diezmo al igual que muchas otras parroquias de la región.
Debido a los efectos de un poderoso tifón en 1927 y a causa de las torrenciales lluvias, el techo de la iglesia de San Pedro colapsó. Debido a esto se custodiaron las reliquias de dicha iglesia en San Román hasta que se finalizaran las reparaciones.

## Arquitectura y arte
En 1612 el pintor Juan Castro y los maestros escultores Juan de Ruiseco Maza y Pedro de Acheprestua trabajaron en el tabernáculo de la iglesia. El tabernáculo se encuentra desaparecido, su coste se tasó en 155 ducados, un precio elevado para lo habitual en un relicario.

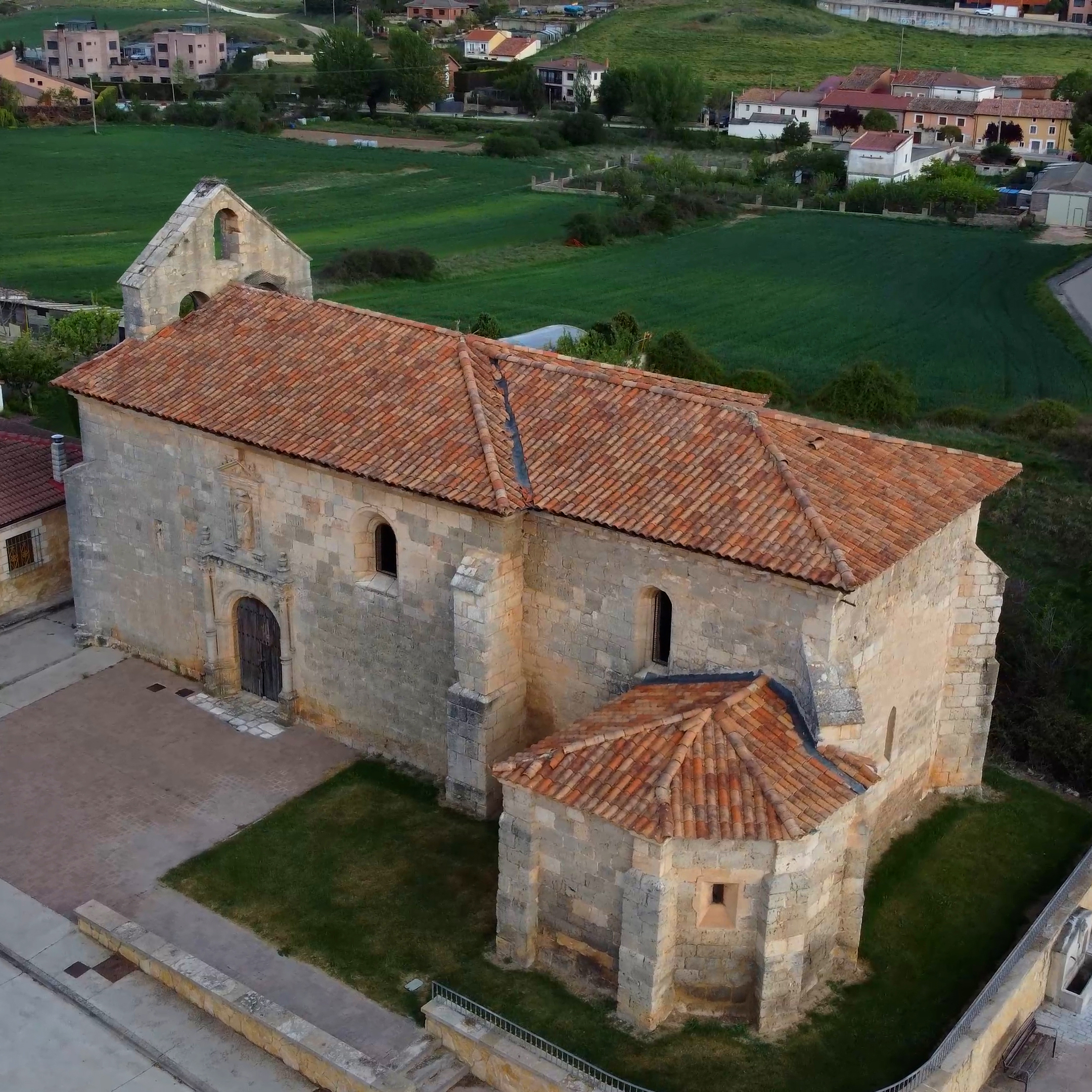

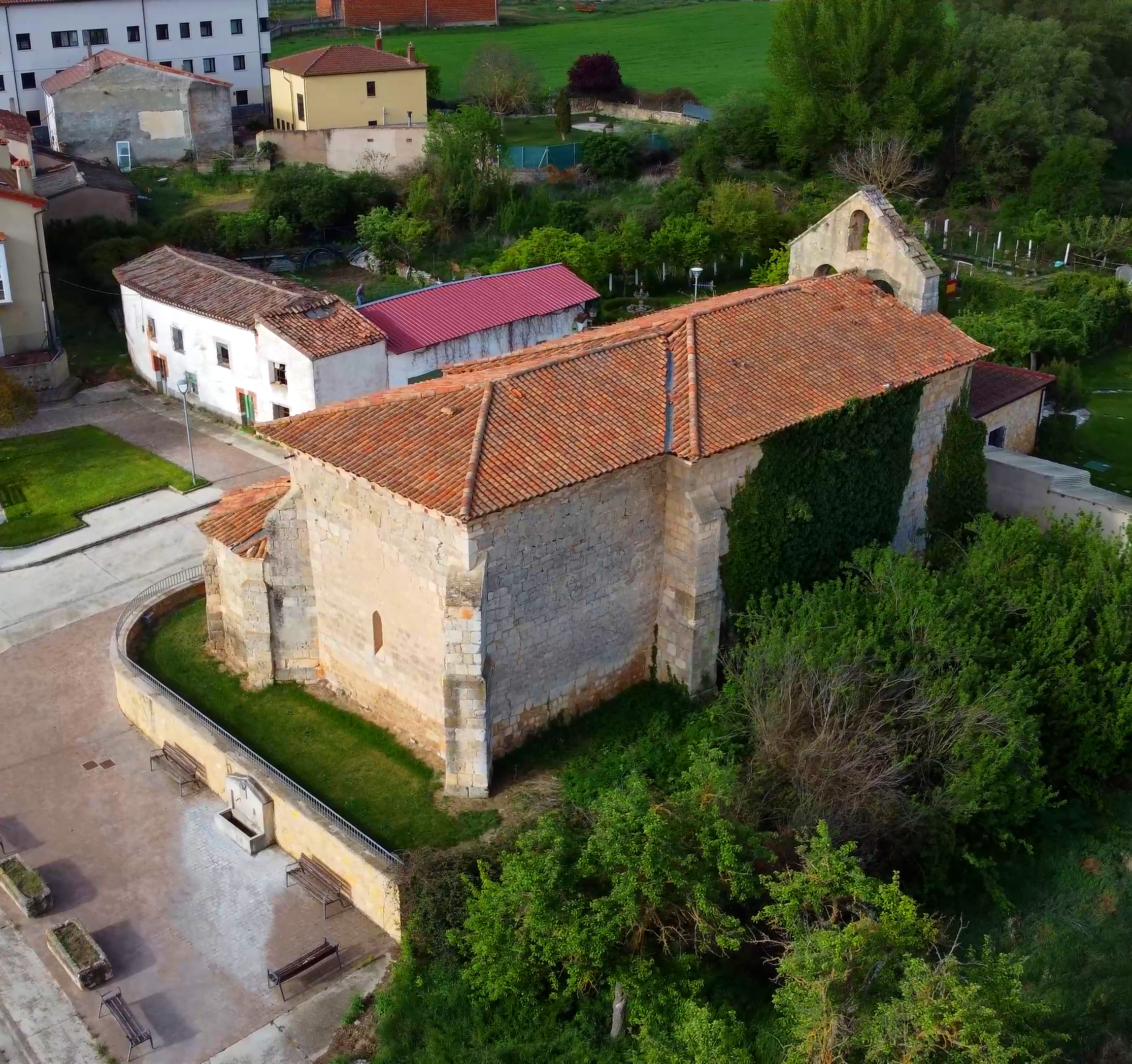
Vista aérea

## Registros parroquiales
La iglesia de San Román cuenta con una importante cantidad de registros parroquiales, desde bautismos, confirmaciones, matrimonios, defunciones a libros de fábrica, tazmías y de matrícula. La entrada del ejército napoleónico en la península en 1807, conllevó el expolio y la pérdida de gran parte de esta documentación. A continuación se muestra la lista completa de los años conservados de cada registro:
- Bautismos: 1580 - 1899
- Confirmaciones: 1666 - 1890
- Matrimonios: 1810 - 1890
- Defunciones: 1809 - 1891
- Fábrica: 1853- 1891
- Matrícula: 1790 -1891
- Tazmías: 1741 - 1837

Actualmente se desconoce la fecha de construcción de la iglesia, dado que la documentación referida a la contabilidad y fábrica anterior al siglo XVIII de la parroquia se ha perdido. Los documentos escritos que aluden a su existencia son muy escasos